# Råbjerg Mile og Hulsig Hede
Råbjerg Mile og Hulsig Hede este o arie protejată (arie specială de conservare — SAC, sit de importanță comunitară — SCI, arie de protecție specială avifaunistică — SPA) din Danemarca întinsă pe o suprafață de 4.463 ha, integral pe uscat.

## Localizare
Centrul sitului Råbjerg Mile og Hulsig Hede este situat la coordonatele 57°39′45″N 10°24′40″E / 57.6625°N 10.411111°E.

## Înființare
Situl Råbjerg Mile og Hulsig Hede a fost declarat arie de protecție specială avifaunistică în mai 1983 pentru a proteja 13 specii de animale. Alte tipuri de protecție:
- sit de importanță comunitară (în mai 1998)
- arie specială de conservare (în decembrie 2011)[1][3][4]

## Biodiversitate
Situată în ecoregiunile continentală și marină Atlantică, aria protejată conține 18 habitate naturale: Lacuri și iazuri distrofice naturale, Dune mobile cu vegetație embrionară, Dune de coastă fixe cu vegetație erbacee („dune gri”), Dune cu Salix repens ssp. argentea (Salicion arenariae), Dune cu Hyppophaë rhamnoides, Dune mobile de-a lungul țărmului cu Ammophila arenaria („dune albe”), Dune fixe decalcificate cu Empetrum nigrum, Depresiuni intradunale umede, Ape puternic oligomezotrofe cu vegetație bentonică cu Chara spp., Ape oligotrofe din câmpii nisipoase, cu un conținut foarte redus de minerale (Littorelletalia uniflorae), Lacuri eutrofice naturale cu vegetație de tip Magnopotamion sau Hydrocharition, Mlaștini împădurite, Dune împădurite din regiunile atlantică, continentală și boreală, Păduri acidofile de stejar bătrân cu Quercus robur pe câmpii nisipoase, Ape stătătoare oligotrofe până la mezotrofe, cu vegetație de Littorelletea uniflorae și/sau de Isoëto-Nanojuncetea, Depresiuni pe substraturi de turbă de Rhynchosporion, Cursuri de apă de la nivel de câmpie la nivel montan, cu vegetație Ranunculion fluitantis și Callitricho-Batrachion, Pajiști umede nord-atlantice cu Erica tetralix.
La baza desemnării sitului se află mai multe specii protejate:
- păsări (11): fâsă-de-câmp (Anthus campestris), ciuf de câmp (Asio flammeus), buhai de baltă (Botaurus stellaris), caprimulg (Caprimulgus europaeus), erete cenușiu (Circus pygargus), cocor (Grus grus), sfrâncioc roșiatic (Lanius collurio), ciocârlie de pădure (Lullula arborea), ploier auriu (Pluvialis apricaria), cresteț pestriț (Porzana porzana), fluierar de mlaștină (Tringa glareola)
- amfibieni (1): triton cu creastă (Triturus cristatus)
- nevertebrate (1): fluturele auriu (Euphydryas aurinia)